# Дорог
Дорог (угор. Dorog) — місто на північному сході Угорщини. Столиця Дорогського району, який належить до медьє Комаром-Естергом. Дорог розташований безпосередньо на південь від окружного міста Естергом, за 29 кілометрів на північний схід від окружного центру Татабанья та за 34 кілометри на північний захід від столиці Будапешта.

## Історія
Дорог та околиці — територія населена з часів кам'яної доби. Тут можна знайти сліди поселень кельтів, пізніше римлян. Безліч археологічних знахідок свідчить про їхнє життя, культуру. Після римлян тут панували гуни, авари, франки, потім територію зайняли слов'янські й німецькі племена. Серед писемних пам'яток тих часів, коли угорці, які оселилися тут, прагнули зміцнити своє становище, коли починало складатися державне життя, вже в 1181 році згадується Дорог.

## Етимологія
Назва міста походить від слов'янського «друг».